# Aristide Rinaldini

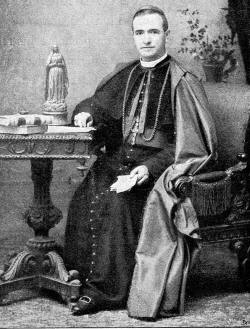
Aristide Rinaldini als Erzbischof (1899)

Aristide Kardinal Rinaldini (* 5. Februar 1844 in Montefalco, Kirchenstaat; † 11. Februar 1920 in Rom) war ein vatikanischer Diplomat und später Kurienkardinal der römisch-katholischen Kirche.

## Leben

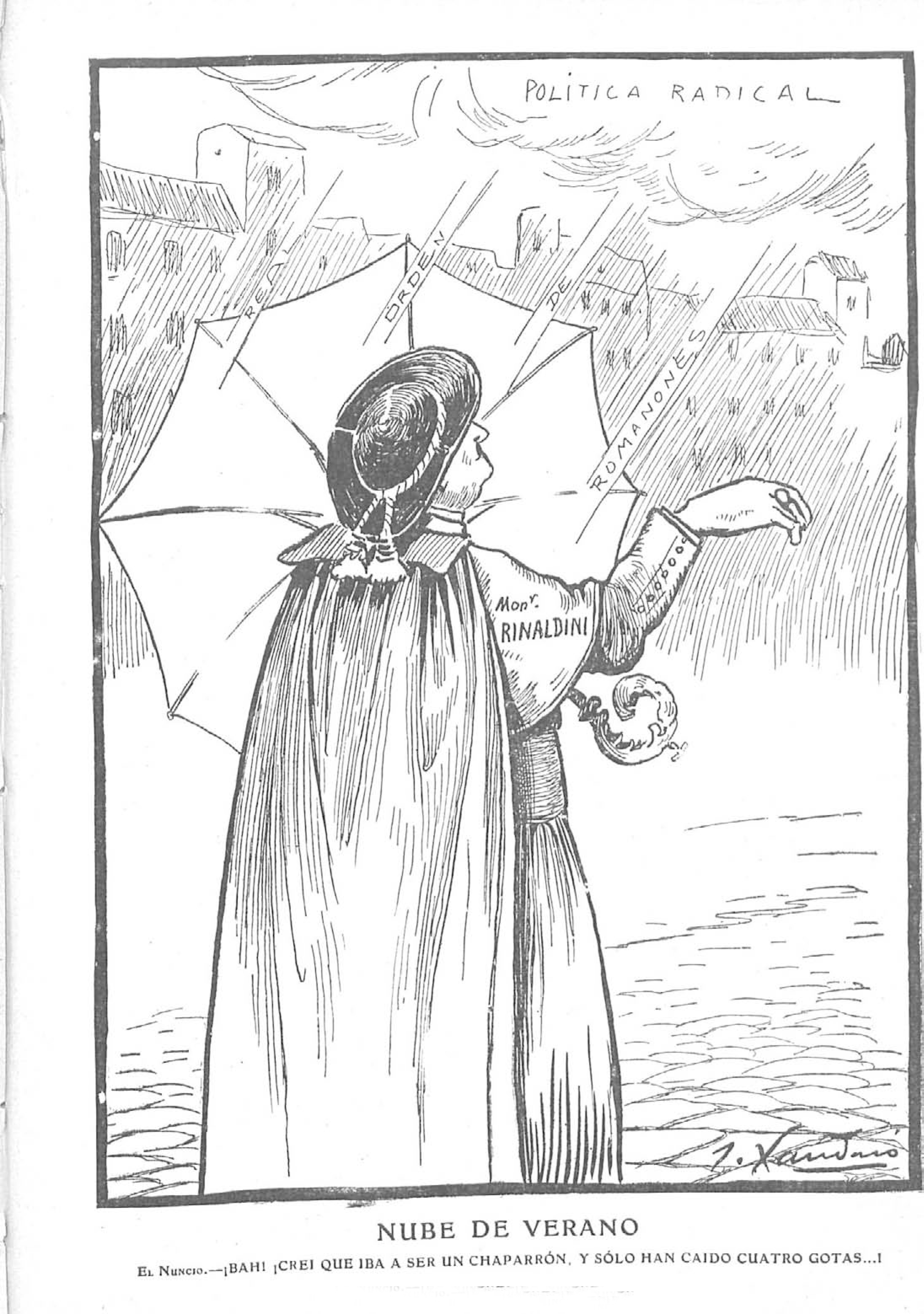
Nube de verano (dt. Sommerwolke) – Karikatur zu Mons. Rinaldini als Nuntius in Spanien von Joaquín Xaudaró (1906)

Rinaldinis Kardinalswappen (ab 1907)

Aristide Rinaldini schloss als Seminarist am Almo Collegio Capranica seine theologischen und philosophischen Studien in Rom mit dem Erwerb der Lehrbefugnis in Katholischer Theologie und einer Promotion in Philosophie ab. Er empfing am 6. Juni 1868 das Sakrament der Priesterweihe und trat anschließend in den diplomatischen Dienst des Vatikans ein. Als Sekretär arbeitete er ab 1868 für die Apostolischen Nuntiaturen in Portugal und Belgien. Von 1887 bis 1893 war er Internuntius in den Niederlanden und in Luxemburg, von 1893 bis 1896 stand er in Diensten des Staatssekretariates.
Am 14. August 1896 ernannte ihn Papst Leo XIII. zum Titularerzbischof von Heraclea in Europa und zum Apostolischen Nuntius in Belgien. Die Bischofsweihe empfing Aristide Rinaldini durch Kardinalstaatssekretär Mariano Rampolla del Tindaro am 20. August desselben Jahres; Mitkonsekratoren waren Guglielmo Pifferi, Päpstlicher Sakristan, sowie Vincenzo Giuseppe Veneri, Bischof von Amelia und ein Cousin von Aristide Rinaldini. 1899 wurde er Apostolischer Nuntius in Spanien. 1907 vertrat er als päpstlicher Legat den Papst bei der Taufe des Prinzen von Asturien.
Im Konsistorium am 15. April 1907 nahm Papst Pius X. ihn als Kardinalpriester mit der Titelkirche San Pancrazio in das Kardinalskollegium auf. Von 1912 bis 1914 versah Aristide Rinaldini das Amt des Camerlengo des Kardinalskollegiums. Er nahm am Konklave des Jahres 1914 teil, bei dem Benedikt XV. zum Papst gewählt wurde.
Aristide Rinaldini starb am 11. Februar 1920 in Rom und wurde auf dem dortigen Friedhof Campo Verano beigesetzt.